# En lys time
En lys time is een compositie van de Deen Per Nørgård.

## Geschiedenis
De compositie begon voornamelijk als een improvisatie. Tijdens de eerste "uitvoering" van dit werk, was het de bedoeling dat een ieder mee kon spelen of hij/zij nu muzikaal onderlegd was of niet. De première vond plaats in Vaekst-centret te Nørre-Snede, een meditatiecentrum. Door de herhaling is het de bedoeling dat men, zowel uitvoerder als luisteraar, in een trance komt. Bij die eerste opzet kon dat slechts deels, doordat de muzikanten steeds "ververst" werden. 
In 2008 kwam de componist met een gewijzigde versie. Alles was compositorisch vastgelegd voor een groep van ten minste 10 spelers. Er kan eenvoudig een stem weggelaten of toegevoegd worden (juist door die stapeling). Musicologen/recensenten vonden dat een achteruitgang, vanwege het verloren gaan van juist die improvisatie. Dat is echter een algemeen erkend probleem, dat ook in de jazzwereld voorkomt. Door steeds te improviseren wijzigt een werk steeds, door het vast te leggen op een geluidsdrager, kaan dat principe verloren. Men hoort als beluisteraar van de geluidsdrager steeds dezelfde versie, terwijl het werk verder evolueert.  

## Muziek
Nørgård schreef het werk tijdens zijn periode waarbij hij uitging van het oneindigheidsprincipe. De muziek is dan een herhaling binnen een tijdvak van steeds hetzelfde thema. Het vertoont enige gelijkenis met minimal music, maar is veel simpeler van opzet. Het oneindigheidsprincipe zorgt er ook voor dat de muziek "stapelbaar" wordt. De diverse stemmen worden boven elkaar geplaatst waarbij de stemmen na een aantal maten weer samenvloeien. En lys time is de verdeling 2, 4, 8, 16 etc. De eerste stem heeft er twee maten opzitten en begin aan een derde, terwijl de volgende stem aan zijn tweede maat begint enz.  Het hoofdthema neemt ongeveer de eerste vier minuten in beslag, daarna treedt de herhaling in. Dit heeft tot gevolg dat de delen circa 16 minuten duren, afhankelijk van het gekozen tempo in het begin. 
Alle muziek te gebruiken muziekinstrumenten worden gehaald uit het percussiesegment, sommige dus met de mogelijkheid van variatie in toonhoogten en bij andere juist niet. De muziek is verdeeld over vier delen:
- I. gericht op Europa
- II. gericht op Afro/Cubaanse muziekinstrumenten en klanken
- III. gericht op China
- IV. gericht op Balinese klanken, refererend aan gamelan